# Marius Dubois
Marius Dubois est un homme politique français né le 10 octobre 1890 à Aubenas (Ardèche) et décédé le 7 septembre 1976 à Aubenas

## Biographie
Fils d'instituteur, il entre à l'école normale de Privas. Il est nommé, après son service militaire, en Afrique du Nord, où il occupe plusieurs postes de directeur d'école. Arrivé à Oran en 1924, il se lance en parallèle dans la politique, en créant une section SFIO. En 1931, il est élu conseiller général à l'assemblée départementale d'Oran, poste qu'il conserve jusqu'en 1944.
Il est élu député SFIO d'Oran en 1936. Le 10 juillet 1940, il ne prend pas part au vote des pleins pouvoirs au maréchal Pétain étant embarqué sur le Massilia.
Après la Libération, il revient en métropole, et est élu maire de Saint-Andéol-de-Vals dans l'Ardèche. Plusieurs fois candidat aux cantonales et aux législatives, il n'est pas élu.

## Sources
- « Marius Dubois », dans le Dictionnaire des parlementaires français (1889-1940), sous la direction de Jean Jolly, PUF, 1960 [détail de l’édition]